# Olympische Sommerspiele 1988/Teilnehmer (Indonesien)
| Gelbes Symbol für Goldmedaillen mit stilisierten Olympischen Ringen | Graues Symbol für Silbermedaillen mit stilisierten Olympischen Ringen | Braundes Symbol für Bronzemedaillen mit stilisierten Olympischen Ringen |
| ------------------------------------------------------------------- | --------------------------------------------------------------------- | ----------------------------------------------------------------------- |
| —                                                                   | 1                                                                     | —                                                                       |

Indonesien nahm an den Olympischen Sommerspielen 1988 in Seoul mit einer Delegation von 29 Athleten (23 Männer und sechs Frauen) an 32 Wettkämpfen in elf Sportarten teil. Fahnenträger bei der Eröffnungsfeier war der Tischtennisspieler Tonny Maringgi.

## Medaillengewinner

### Silber
| Name                                                    | Sportart      | Wettkampf          |
| ------------------------------------------------------- | ------------- | ------------------ |
| Nurfitriyana Saiman, Kusuma Wardhani & Lilies Handayani | Bogenschießen | Frauen, Mannschaft |

## Teilnehmer nach Sportarten

### Bogenschießen
| Männer - Safruddin Mawi Einzel: 48. Platz | Frauen - Lilies Handayani Einzel: 30. Platz Mannschaft: Silber - Nurfitriyana Saiman Einzel: 9. Platz Mannschaft: Silber - Kusuma Wardhani Einzel: 19. Platz Mannschaft: Silber |

### Boxen
Männer
- Ilham Lahia
Federgewicht: 2. Runde

- Adrianus Taroreh
Leichtgewicht: 2. Runde

### Fechten
| Männer - Alkindi Florett, Einzel: 67. Platz | Frauen - Silvia Koeswandi Florett, Einzel: 43. Platz |

### Gewichtheben
Männer
- Yon Haryono
Bantamgewicht: 18. Platz

- Sodikin
Fliegengewicht: 15. Platz

- Catur Mei Studi
Federgewicht: DNF

- I Nyoman Sudarma
Mittelgewicht: 10. Platz

- Dirdja Wihardja
Bantamgewicht: 4. Platz

### Leichtathletik
Männer
- Afdiharto Lestari
100 Meter: Halbfinale
4 × 100 Meter: DNF (Vorläufe)

- Eduardus Nabunome
5000 Meter: Vorläufe
10.000 Meter: Vorläufe

- Kresno Eko Pambudi
4 × 100 Meter: DNF (Vorläufe)

- Elieser Wattebosi
400 Meter: Vorläufe
4 × 100 Meter: DNF (Vorläufe)

- Mohamed Yusuf
4 × 100 Meter: DNF (Vorläufe)

### Ringen
Männer
- Suryadi Gunawan
Halbfliegengewicht, Freistil: 2. Runde

- Surya Saputra
Fliegengewicht, Freistil: 2. Runde

### Schießen
Frauen
- Selvyana Adrian-Sofyan
Luftpistole: 32. Platz
Sportpistole: 35. Platz

### Schwimmen
Männer
- Richard Sam Bera
50 Meter Freistil: 41. Platz
100 Meter Freistil: 47. Platz
200 Meter Freistil: 48. Platz
400 Meter Freistil: 43. Platz
200 Meter Lagen: 37. Platz

- Wirmandi Sugriat
50 Meter Freistil: 55. Platz
100 Meter Brust: 44. Platz
200 Meter Brust: 39. Platz
200 Meter Lagen: 38. Platz

### Segeln
Männer
- Abdul Malik Faisal
Windsurfen: 27. Platz

- Eddy Sulistianto
Finn-Dinghy: 31. Platz

### Tennis
| Männer - Hary Suharyadi & Donald Wailan Walalangi Doppel: 1. Runde | Frauen - Yayuk Basuki Einzel: 1. Runde |

### Tischtennis
Männer
- Tonny Maringgi
Einzel: 49. Platz (Gruppenphase)